# Ingrid Winterbach
Ingrid Gerda Winterbach, pseudoniem: Lettie Viljoen, (Johannesburg, 14 februari 1948) is een Zuid-Afrikaans schrijver. Ze studeerde Afrikaans, Nederlands en beeldende kunsten aan de universiteiten van Witwatersrand en Stellenbosch.

## Biografie
In 1984 debuteerde Winterbach als schrijfster onder het pseudoniem Lettie Viljoen met Klaaglied vir Koos.
Daarna volgden de romans Erf (1986) , Belemmering (1990) , Karolina Ferreira (1993)
(door de schrijfster vertaald in het Engels: The Elusive Moth, 2005). Verder schreef zij, Landskap met vroue en slang (1996) , Buller se plan (1999).
Tot de verschijning van Buller se plan publiceerde zij onder haar pseudoniem.
In 2006 verscheen Die boek van toeval en toeverlaat. In april 2010 verscheen: Die benederyk, en in september 2012 Die aanspraak van lewende wesens. Beide laatste, zoals de eerdere, verschenen bij uitgeverij Human & Rousseau.
Zelf zegt zij dat met haar verhuizing in 1991 vanuit de Kaapprovincie naar Durban in Kwazulu-Natal het pseudoniem overbodig werd; bescherming van haar privacy was niet meer nodig in dit deel van het land, waar nauwelijks Afrikaans gesproken en gelezen wordt en waar zij als schrijfster van Afrikaanstalige romans vrijwel anoniem was. Eind 2012 keerde zij met haar man terug naar de West-Kaapprovincie.
In het Nederlands verschenen van haar een kort verhaal Kennismaking in de bundel Kort Afrikaans (Nijgh & Van Ditmar 1995) en een proza-essay De Gamtoos-rivier over in het Zuid-Afrikanummer van Armada, tijdschrift voor wereldliteratuur (Wereldbibliotheek, april 2004).
In maart 2007 en november 2008 verschenen respectievelijk Niggie en Het boek van toeval en toeverlaat bij Uitgeverij Cossee, beide in het Nederlands vertaald door Riet de Jong - Goossens. In het najaar van 2021 verschijnt bij de kleine Amsterdamse uitgeverij Zirimiri Press haar roman Roerige tijden, de vertaling door Robert Dorsman van Die troebel tyd,.Inmiddels zijn een aantal romans van Winterbach ook vertaald en verschenen in het Engels en Frans.  
Naast schrijfster is zij beeldend kunstenaar. Tot 1991 was zij gedurende dertien jaar verbonden aan de Faculteit voor Beeldende Kunsten van de Universiteit van Stellenbosch. Zij woont samen met haar man Andries Gouws, ook beeldend kunstenaar, in Stellenbosch, heeft twee dochters en twee kleinkinderen.

## Werken
- 1984 - Klaaglied vir Koos
- 1986 - Erf
- 1990 - Belemmering
- 1993 - Karolina Ferreira
- 1996 - Landskap met vroue en slang
- 1999 - Buller se plan
- 2002 - Niggie (in 2007 verschenen in het Nederlands - titel Niggie - uitg. Cossee)
- 2005 - The elusive moth (Eng. vertaling van Karolina Ferreira door de schrijfster)
- 2006 - Die boek van toeval en toeverlaat (in 2008 verschenen in het Nederlands - titel Het boek van toeval en toeverlaat - uitg. Cossee.)
- 2007 - To hell with Cronjé (Eng. vertaling van Niggie door Elsa Silke en de schrijfster)
- 2008 - The book of happenstance (Eng. vertaling van Die boek van toeval en toeverlaat door Dirk Winterbach en de schrijfster)
- 2010 - Die benederyk
- 2012 - Die aanspraak van lewende wesens
- 2014 - The road of excess (Eng. vertaling van Die benederyk door Leon de Kock)
- 2015 - It might get loud (Eng. vertaling van Die aanspraak van lewende wesens door Michiel Heyns)
- 2015 - Au café du rendez-vous (Franse vertaling van Karolina Ferreira door Pierre-Marie Finkelstein)
- 2015 - Vlakwater
- 2017 - The shallows (Eng. vertaling van Vlakwater door Michiel Heyns)
- 2018 - Die troebel tyd (Nederlandse vertaling door Robert Dorsman - titel Roerige tijden - verschijnt december 2021. Uitgeverij Zirimiri Press)
- 2021 - Voorouers. Pelgrim. Berg.
- 2024 - Onrus op Steynshoop

## Prijzen
- 1994 - M-Net Book Award voor Karolina Ferreira
- 1998 - Old Mutual Literary Award voor Karolina Ferreira
- 2000 - W.A. Hofmeyr Prys voor Buller se plan
- 2004 - Hertzog Prys voor Niggie
- 2007 - M-Net Book Prys voor Die boek van toeval en toeverlaat
- 2007 - WA Hofmeyr Prys voor Die boek van toeval en toeverlaat
- 2007 - Universiteit van Johannesburg Literaire Prys voor Die boek van toeval en toeverlaat
- 2010 - AngloGold Ashanti Fyngoud Prys voor Best New Production voor Spyt (drama)
- 2011 - Klein Karoo Arts Festival Afrikaans Onbeperk Award for Innovative Thinking voor Spyt (drama)
- 2011 - Groot Afrikaanse Romanwedstryd Prys voor Die aanspraak van lewende wesens
- 2012 - C.L. Engelbrecht Prys voor Literatuur voor Die boek van toeval en toeverlaat
- 2013 - WA Hofmeyr Prys voor Die aanspraak van lewende wesens
- 2013 - Hertzog Prys voor Proza voor Die aanspraak van lewende wesens
- 2013 - M-Net Book Prys voor Die aanspraak van lewende wesens
- 2013 - Universiteit van Johannesburg Literaire Prys voor Die aanspraak van lewende wesens
- 2016 - WA Hofmeyr Prys voor Vlakwater
- 2018 - Groot Afrikaanse Romanwedstryd Prys voor Die troebel tyd
- 2025 - UJ-prys voor Onrus op Steynshoop

## Artikelen
- "In die benederyk saam met Winterbach". Joan Hambidge 23 mei 2010, dieburger.com
- "Vrouw, dood en verlossing" door Jaap Goedegebuure. BN de Stem, zaterdag 14 april 2007

- Bibsys: 12001384
- Bibliothèque nationale de France: cb13484311c (data)
- Gemeinsame Normdatei: 137877757
- International Standard Name Identifier: 0000 0000 9880 4146
- Library of Congress Control Number: n00024801
- Nederlandse Thesaurus van Auteursnamen: 192731963
- Système universitaire de documentation: 11747620X
- Virtual International Authority File: 66617918
- WorldCat: E39PBJcBVQRwDxrKTwrHr4ryVC